# Shiva mudra
Shiva mudra (Sanskriet: mudra is zegel of gebaar en shanti betekent vrede), ook wel zegenend gebaar, is een mudra in hatha yoga. Een mudra is een term die teruggaat op de klassieke teksten van de veda's en betekent in dit geval dat de hand in een bepaalde stand wordt gehouden waardoor er prana op een bepaalde manier door geleid wordt. Mudra's worden voornamelijk beoefend tijdens het mediteren.
Bij de shiva mudra is de handpalm van de rechterhand naar de neus gebracht en vouwen de wijsvinger en de middelvinger stevig in de handpalm. Met deze handhouding kan het linkerneusgat afgesloten worden met de ringvinger en pink en het rechterneusgat met de duim. Aan de vingers wordt een verschillende betekenis toegeschreven:
- De duim staat voor de goddelijke energie. Het is het symbool voor wilskracht dat niet geconditioneerd is door karma.
- De wijsvinger wordt in verband gebracht met Jupiter en staat symbool voor het ego en expansie. De energieën zouden worden beheerst door onbewuste patronen.
- De middelvinger symboliseert de kracht van Saturnus. Door deze vinger zou het meest door karma geconditioneerde energie stromen en wordt daarom alleen gebruikt voor mudra's waarvoor sterke stabiliserende krachten nodig zijn.
- De ringvinger symboliseert de energieën van de zon die betrekking hebben op de kracht van een individu.
- De pink wordt geassocieerd met Mercurius en wordt gerelateerd aan het ontwikkelen van het intellect en zaken.[1]